# Liste der Monuments historiques in Willems (Nord)
Die Liste der Monuments historiques in Willems (Nord) führt die Monuments historiques in der französischen Gemeinde Willems auf.

## Liste der Objekte
| Bezeichnung      | Beschreibung                        | Standort                       | Kennzeichnung | Schutzstatus | Datum | Bild |
| ---------------- | ----------------------------------- | ------------------------------ | ------------- | ------------ | ----- | ---- |
| Prozessionskreuz | Bronze, versilbert, 19. Jahrhundert | in der Kirche St-Martin (Lage) | PM59008733    | Inscrit      | 1973  |      |